# Lil Gnar
Калеб Шепард (родился 24 февраля 1996), более известен как Lil Gnar — американский рэпер, автор песен и скейтбордист. Он также является владельцем бренда одежды Gnarcotic.

## Карьера
Lil Gnar начал набирать популярность после выпуска синглов «Ride Wit Da Fye» при участии Germ и «Death Note» при участии Lil Skies и Craig Xen. Его дебютный микстейп Gnar Lif3 вышел 28 сентября 2018 года. Его вторая пластинка Fire Hazard была выпущена 20 сентября 2019 года. 20 мая 2022 года вышел дебютный студийный альбом Die Bout It.

## Дискография
Студийные альбомы
- Die Bout It (2022)

Микстейпы
- GNAR Lif3 (2018)
- Fire Hazard (2019)